# Lady Linn
Lady Linn (* 1981 in Sint-Amandsberg; eigentlich Lien De Greef) ist eine belgische Sängerin.

## Leben
De Greef studierte Jazz und leichte Musik am Konservatorium in Gent. Im Anschluss war sie ab 2004 Leadsängerin der von Jeroen De Pessemier geführten Popband Bolchi. Seit Anfang 2008 tritt sie mit ihrer eigenen Band als „Lady Linn and Her Magnificant Seven“ in Erscheinung. Der Stil der Band vereinigt Jazz mit Popmusik und Soul. Daneben ist sie Mitglied der Hip-Hop-Band Skeemz.
Am 6. Februar 2009 wurde De Greef in ihrem Heimatland mit dem Music Industry Award in der Kategorie „Bester weiblicher Künstler“ ausgezeichnet.

## Diskografie
Alben
- Here We Go Again (2008)
- No Goodbye At All (2011)
- High (2014)
- Keep It a Secret (2016)

Singles
- A Love Affair (2008)
- I Don’t Wanna Dance (2009, Original: Eddy Grant)
- Cool Down (2009)
- Here We Go Again (2009)
- Cry Baby (2011)
- Little Bird (2011)
- Over (2011)
- Regret (2013)
- The Beat (2014)
- Sassy (2014)
- A flor de la (mit Pablo Casella, 2014)
- I Believe in You (2015)
- Sing Your Heart Out (2016)
- Dream (2016)
- Lucky (2016)